# Rodney Heath
Rodney Wilfred Heath (15. juni 1884 i Edgbaston, Storbritannien – 26. oktober 1936 i Melbourne, Australien) var en australsk tennisspiller. Heath vandt herresingletitlen ved det første australasiatiske mesterskab i tennis, hvor han i finalen vandt over Albert Curtis i fire sæt. Fem år senere, i 1910, gentog han bedriften ved at besejre Horace Rice i tre sæt i finalen. Ved samme mesterskab vandt han også herredoubletitlen to gange: i 1906 sammen med Tony Wilding, og i 1911 sammen med Randolph Lycett. Heath og Lycett nåede i 1919 også frem til finalen i Wimbledon-mesterskaberne i herredouble.
I 1911 var han med til at vinde Davis Cup for Australasien. Han bidrog til sejren på 4-0 over USA ved at vinde sin singlekamp mod William Larned i fire sæt. Og i 1920 var han med som reserve på det Davis Cup-hold, der tabte 0-5 i udfordringsrunden til USA.

## Personlige detaljer
Rodney Heath var F.W. Heaths anden søn. Faderen var officiel tidtager ved Victorian Racing Club og Victorian Amateur Turf Club.
I juni 1915 forlod Rodney Heath Australien for at indgå i Royal Flying Corps i England og blev to år senere forfremmet til major. I 1916 brækkede han et kraveben og et ribben, da han nødlandede sit fly på en mark efter at være fløjet ind i en snestorm på vej fra England til Frankrig. Han kom sig dog fuldstændig efter uheldet, og genoptog tenniskarrieren efter første verdenskrig.

## Grand slam-titler
- Herresingle
  - Australasian Championships 1905, 1910
- Herredouble
  - Australasian Championships 1906 med Tony Wilding, 1911 med Randolph Lycett